# Luna (chanteuse sud-coréenne)
Dans ce nom coréen, le nom de famille, Park, précède le nom personnel.
Pour les articles homonymes, voir Luna.
Ne doit pas être confondue avec la chanteuse sud-coréenne Luda
Luna (coréen : 루나), de son vrai nom Park Sun-young (coréen : 박선영) née le 12 août 1993 à Séoul (Corée du Sud), est une chanteuse, danseuse, présentatrice de télévision, actrice et animatrice de radio sud-coréenne. 
Elle fait partie du girl group sud-coréen f(x) en tant que chanteuse principale et danseuse secondaire.
Luna sort son premier mini-album nommé Free Somebody le 31 mai 2016.

## Biographie
Luna est née Park Sun-Young à Séoul, Corée du Sud, le 12 août 1993. Elle a un frère aîné et une sœur jumelle. En octobre 2011, il a été confirmé qu'elle avait été acceptée à l'Université Chung-Ang des Arts avec une spécialisation en théâtre à travers un processus de dépistage des admissions à roulement spécial.

## Carrière

### Musique
En 2006, SM Entertainment a recruté Luna après l'avoir vue jouer dans l'émission de télévision de SBS, Truth Game. Après une formation de plus de trois ans, elle est devenue membre du groupe f(x) en tant que chanteuse principale et danseuse secondaire. Le 1er septembre 2009, le premier single du groupe, La Cha Ta, a été révélé. La première performance du groupe de La Cha Ta a eu lieu au Show! Music Core, le 5 septembre 2009. 
Luna et Krystal ont peu après sorties leurs propres duos qui comprennent "You Are My Destiny" et "Sorry, Dear Daddy". Elles ont également sortis d'autres titres avec Amber comme "Goodbye Summer" et "Beautiful Stranger".

## Discographie

### Mini-album (EP)
| Titre         | Détails de l'album                                                                                            | Meilleures positions | Meilleures positions | Meilleures positions | Ventes               |
| Titre         | Détails de l'album                                                                                            | COR                  | TW                   | US World             | Ventes               |
| ------------- | --- | -------------------- | -------------------- | -------------------- | -------------------- |
| Free Somebody | - Date de sortie : 31 mai 2016 - Labels : SM Entertainment, KT Music - Formats : CD, téléchargement numérique | 5                    | 1                    | 3                    | COR : plus de 10 318 |

### Singles

#### En tant qu'artiste principale
| "Don't Cry for Me"                                                                    | 2015 | —  | — |                             | Non issu d'un album |
| "Wave" (avec R3hab, Amber et Xavi&Gi)                                                 | 2016 | —  | 5 |                             | SM Station          |
| "Free Somebody"                                                                       | 2016 | 57 | 8 | - COR (DL) : plus de 63 001 | Free Somebody       |
| "—" signifie que le morceau ne s'est pas classé ou n'est pas sorti dans cette région. |      |    |   |                             |                     |

#### En collaboration
| "Get Down" (SHINee feat. Luna)                                                        | 2009 | — |                              | 2009, Year of Us   |
| "Ten Years" (Donghae & Eunhyuk feat. Luna)                                            | 2014 | — |                              | Ride Me            |
| "Dream Drive" (Play the Siren feat. Luna)                                             | 2014 | — |                              | Dream Drive        |
| "It Was Love" (Zico feat. Luna)                                                       | 2016 | 5 | - COR (DL) : plus de 622 376 | Break Up 2 Make Up |
| "—" signifie que le morceau ne s'est pas classé ou n'est pas sorti dans cette région. |      |   |                              |                    |

### Bande originale
| "Hard but Easy" (avec Krystal)                                                        | 2009 | —  | —  | Invincible Lee Pyung Kang OST    |
| "Spread its Wings" (avec Krystal et Amber)                                            | 2010 | —  | —  | Master of Study OST              |
| "Calling Out" (avec Krystal)                                                          | 2010 | —  | —  | Cinderella's Sister OST          |
| "Beautiful Day"                                                                       | 2010 | —  | —  | Please Marry Me OST              |
| "And I Love You" (avec Yesung)                                                        | 2010 | —  | —  | President OST                    |
| "It's Me" (avec Sunny)                                                                | 2012 | 25 | 16 | To the Beautiful You OST         |
| "It's Okay"                                                                           | 2012 | —  | —  | Cheongdam-dong Alice OST         |
| "U+Me"                                                                                | 2013 | —  | —  | TalesWeaver Episode 3 OST        |
| "Start of Something New" (avec Ryeowook)                                              | 2013 | —  | —  | High School Musical on Stage!    |
| "Shine Your Way" (avec Kyuhyun)                                                       | 2013 | —  | —  | The Croods OST                   |
| "Healing Love" (avec Choi) (de LU:KUSS)                                               | 2015 | —  | —  | Kill Me, Heal Me OST             |
| "Only You"                                                                            | 2015 | —  | —  | The Merchant: Gaekju 2015 OST    |
| "I Will Survive" (avec Solar, Ailee et Eunji)                                         | 2015 | —  | —  | 2015 Gayo Daejun Limited Edition |
| "—" signifie que le morceau ne s'est pas classé ou n'est pas sorti dans cette région. |      |    |    |                                  |

## Filmographie

### Film
| Année | Titre                      | Rôle | Notes          |
| ----- | -------------------------- | ---- | -------------- |
| 2015  | The Lightning Man's Secret |      | Rôle principal |

### Drama
| Année   | Titre                      | Rôle         | Notes     |
| ------- | -------------------------- | ------------ | --------- |
| 2011-12 | Saving Ahjumma Go Bong Sil | Seo In Young |           |
| 2015    | Jumping Girl               | Nam Sang Ah  | web drama |
| 2020    | The World of the Married   | Go Ye-rim    |           |

### Télé réalité
| Année | Titre                          | Rôle       | Notes |
| ----- | ------------------------------ | ---------- | --- |
| 2011  | MTV The Show                   | Hôte       | |
| 2012  | KBS's Immortal Songs 2 ,       | Contestant | - 8 aout - 13 octobre |
| 2014  | MBC Music's Dance Battle Korea | hôte       | |
| 2015  | MBC's "Mask King"              | Contestant | - April 5 - April 12: First Generation Mask King (winner) - April 19 - April 26: Second Generation Mask King (winner) - May 3 - May 10: Eliminated by Third Generation challenger |

#### Télé réalité avecF(x)
| Année        | Titre           | Épisodes                                  | Notes                                                                         |
| ------------ | --------------- | ----------------------------------------- | ----------------------------------------------------------------------------- |
| 2010         | Hello f(x)      | Tous                                      | F(x) voyage en Afrique, Thaïlande et au Japon.                                |
| 2010–11      | f(x)'s Koala    | Tous                                      | Amber, n'a pas participé à l'émission en raison d'une blessure à la cheville. |
| 2010–présent | Star King       | Récurrente                                | Les membres ont des rôles récurrents.                                         |
| 2013         | Amazing f(x)    | Tous                                      | F(x) voyage en Nouvelle-Zélande, pour compléter une liste de paris.           |
| 2013         | Hello Councelor | Summer spécial                            |                                                                               |
| 2013         | Go! f(x)        | L'émission ne comporte qu'un seul épisode | L'émission suit F(x) lors d'un voyage à Austin, LA et Hollywood.              |

## Théâtre
| Année | Titre               | Rôle             |
| ----- | ------------------- | ---------------- |
| 2011  | Legally Blonde      | Elle Woods       |
| 2011  | Coyote Ugly         | Violet Sanford   |
| 2013  | High School Musical | Gabriella Montez |